# Lubinsche Karte

Die Lubinsche Karte

Die Lubinsche Karte (auch Große Lubinsche Karte genannt) ist ein Kartenwerk, das der Rostocker Gelehrte Eilhard Lubinus im Auftrag des Herzogs Philipp II. von Pommern zwischen 1610 und 1618 erarbeitete. Es war die erste vollständige Karte des Herzogtums Pommern. Die Lubinsche Karte bildete bis ins 18. Jahrhundert die Grundlage der gedruckten pommerschen Landkarten. Bis heute hat sie große künstlerische und historische Bedeutung.

## Geschichte
Der durch Studien an mehreren deutschen Universitäten ausgebildete und kunstinteressierte Herzog Philipp II. von Pommern-Stettin hatte bereits in seinen ersten Regierungsjahren die Nutzen einer kartographischen Landesaufnahme seines Herrschaftsgebietes für die Verwaltung des Landes erkannt. Die bisher vorhandenen Karten, wie die Karte in der 1544 in Basel erschienenen Cosmographia von Sebastian Münster, waren zu ungenau und fehlerhaft. Die Absicht des Herzogs war die Erstellung einer Chronik Pommerns, die durch eine Landkarte und weitere Illustrationen bereichert werden sollte.
Den Auftrag zur Erstellung der Landkarte erhielt der an der Universität Rostock lehrende Mathematiker und Geograph Eilhard Lubinus. Dieser hatte bereits 1609 sein erstes kartografisches Werk, eine Karte Rügens, im Auftrag des Herzogs Philipp Julius von Pommern-Wolgast fertiggestellt, die auch bei Philipp II. Anerkennung fand. 1610 bestellte Philipp II. bei Lubinus die Karte des Herzogtums Pommern.
Lubinus begann seine Arbeit 1611 mit Literaturstudien und der Auswertung des vorhandenen Kartenmaterials. Im Jahre 1612 hatte er eine 123 Seite starke Handschrift fertiggestellt, die es ihm ermöglichen sollte, die Geländeaufnahme in relativ kurzer Zeit durchzuführen. Philipp II. und der die Arbeiten an der Karte ebenfalls unterstützende Philipp Julius hatten ihre Beamten zur Hilfe verpflichtet. Lubinus, der auch Erfahrungen und Materialien aus seiner Aufnahme der Insel Rügen nutzte, begann seine Arbeiten bei Barth und Tribsees. In 54 Tagen durchreiste er vom 19. August bis zum 13. Oktober das Herzogtum zweimal. Er besuchte 152 Orte und legte dabei etwa 1500 Kilometer zurück. Er fertigte zahlreiche Notizen und Zeichnungen an, führte vor Ort 5793 Observationen mit den zugehörigen Berechnungen durch und studierte auch die vorhandenen Kartenwerke. Dazu gehörten auch die vom herzoglichen Verwalter Daniel Froboese erstellten Karten.

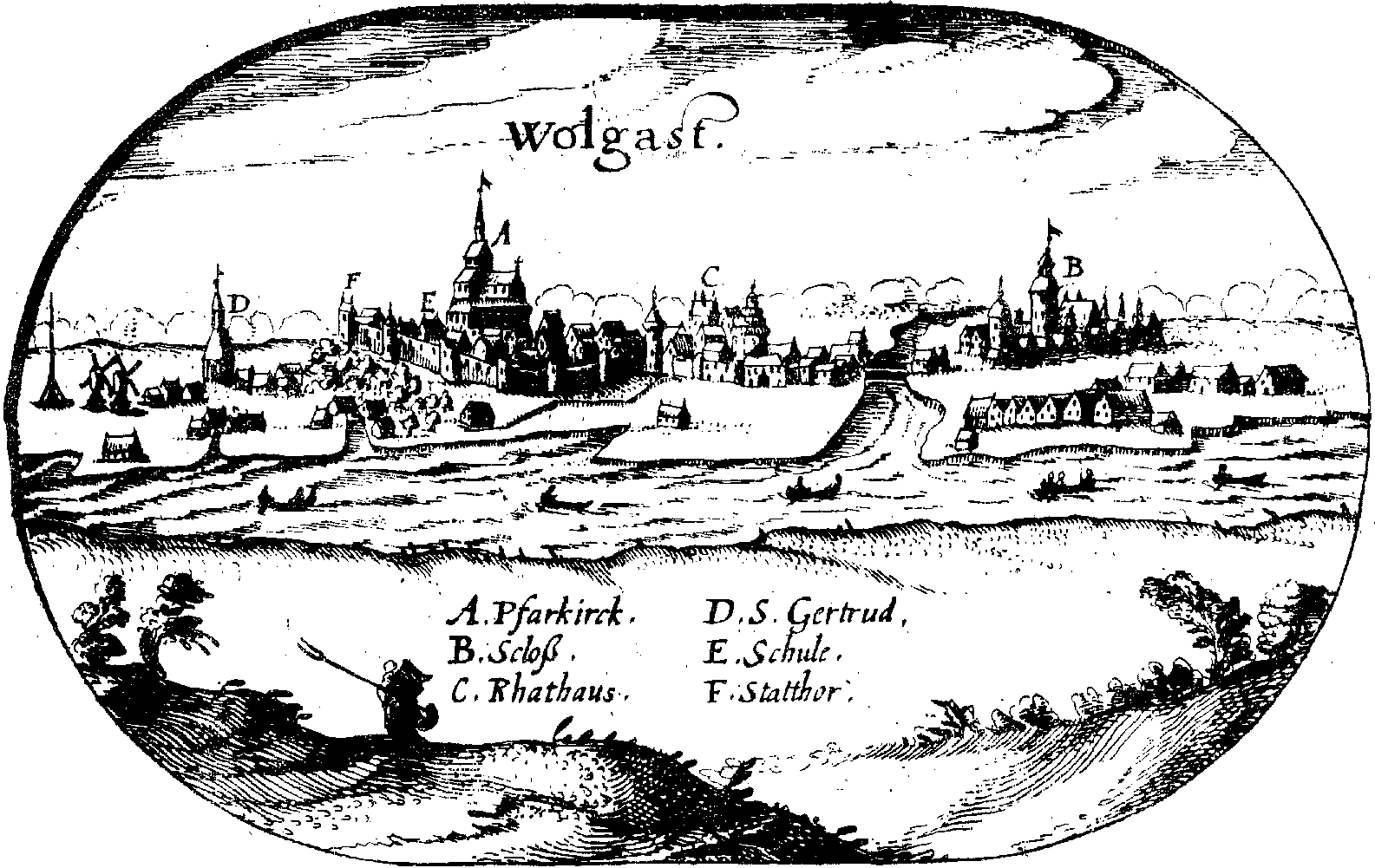
Ansicht von Wolgast

Der 1614 angenommene Vorschlag, die Karte mit den Ansichten der pommerschen Städte, den Abbildungen der Wappen des pommerschen Adels sowie den Abbildungen der Herzöge zu ergänzen, erschwerte die Umsetzung der Aufgabe beträchtlich. Städte und Verwalter wurden schriftlich gebeten, Ansichten ihrer Orte zur Verfügung zu stellen. Im Auftrag Philipps II. fertigte der Antwerpener Maler Johann Wolfhart (Johan Wolfart) die Darstellungen der hinterpommerschen Städte an. Die Stadtansichten Vorpommerns, deren Entstehung auf den Zeitraum von 1611 bis 1615 datiert wird, konnten bisher nicht eindeutig zugeordnet werden. Die Vorlagen für die Kupferstiche der vorpommerschen Städte sind in der Stralsunder Bilderhandschrift erhalten geblieben, während die Wolfhartschen Originale zu Hinterpommern verloren gingen.
Die Wappen des pommerschen Adels konnten teilweise dem Wappenbuch von Conradi entnommen werden. Die übrigen Familien wurden mit der Bitte um Unterstützung angeschrieben. Trotz wiederholter Mahnungen konnten 21 Wappen nicht bis zur Fertigstellung der Druckplatten erfasst werden.
Im August 1617 durchreiste Lubinus noch einmal Pommern, bevor Ende des Jahres die Kupfersticharbeiten begannen. Nikolaus Geelkercken, angestellt beim Sohn des Amsterdamer Verlegers und Kartographen Jodocus Hondius, Jodocus II, führte die Arbeiten durch.
Philipp II. erlebte die Fertigstellung des von ihm in Auftrag gegebenen Werkes nicht mehr, er starb 1618. Im November des gleichen Jahres konnte Lubinus einige Exemplare aus der ersten Auflage der Karte, die auf 20 bis 30 Stück geschätzt wird, im Schloss Wolgast an Herzog Philipp Julius überreichen. Weitere Exemplare brachte er anschließend nach Stettin, wo sie Herzog Franz übergeben wurden. Erhalten ist ein Briefwechsel zwischen Lubinus und den Herzögen, in denen der Kartograph ausstehenden Lohn einfordert.
Eine zweite Auflage, die 500 Exemplare umfassen sollte und für die Lubinus bereits das Papier bestellt hatte, kam wegen des Todes von Eilhard Lubinus im Jahre 1621 nicht mehr zustande. Da die Druckplatten nach dem Dreißigjährigen Krieg verschollen waren, wurde die Karte im Verlauf der nächsten 130 Jahre so selten, dass bis zur Mitte des 18. Jahrhunderts kaum noch Exemplare vorhanden waren. Erst 1756 fand Johann Carl Conrad Oelrichs die Druckplatten auf dem Dachboden des Hauses des Stralsunder Bürgermeisters Johann Friedrich Zander. Johann Jakob Weitbrecht kaufte sie der Witwe des Bürgermeisters ab und brachte sie nach Hamburg. Dort erschien 1758 eine weitere Auflage, zu der alle heute bekannten Exemplare, soweit es sich nicht um Nachdrucke des 20. Jahrhunderts (s. u.) handelt, gehören. Während des Siebenjährigen Krieges gingen die Druckplatten erneut verloren.

## Kartenwerk
Zur Vermessung des Landes nutzte Lubinus die zu seiner Zeit verfügbaren Messgeräte. Dazu gehörten ein Vollkreisinstrument zur Messung von Winkeln zwischen markanten Geländepunkten (z. B. Kirchtürmen), das damals auch als Astrolabium bezeichnet wurde, jedoch nicht mit diesem aus dem Mittelalter stammenden Instrument verwechselt werden darf, der Jakobsstab zur Abstandsbestimmung der Gestirne untereinander und ihrer Höhe über dem Horizont sowie das auf Georg von Peuerbach zurückgehende Quadratum geometricum (Messquadrant), das ebenfalls zur Messung der Höhe eines Gestirns über dem Horizont diente. Nicht abgebildet sind Messkette und Schrittzähler, die Lubin sicherlich ebenfalls bei seiner Arbeit verwendete. 
Die Karte ist durch ein äußeres Band mit den Ansichten von 49 Städten und ein inneres Band mit den Wappen von 335 pommerschen Adelsfamilien eingerahmt. Neben dem Stammbaum der pommerschen Herzöge, der Fürsten von Rügen und den Porträts der 1617 lebenden Herzöge Philipp II., Philipp Julius, Ulrich I., Franz I. und Bogislaw XIV. enthielt sie eine in Latein verfasste kurze Landesbeschreibung. Zu den Details der Karte gehört auch das vermutliche Porträt von Lubin, verbunden mit einer Darstellung seiner Instrumente.
Dargestellt sind nicht nur mehr als 2000 Städte und Ortschaften, sondern auch Flüsse, Sümpfe und Wälder. Die von ihm verzeichneten Positionen in geographischer Breite und Länge sind von einer erstaunlichen Genauigkeit. Dies ist umso bedeutsamer, weil es sich um die erste detaillierte Gesamtkarte aller damaligen pommerschen Territorien handelt.
Die Karte wurde im Maßstab 1:235.000 angelegt und auf zwölf Kupferplatten gestochen, von denen jede sechs Pfund wog, 420 mm hoch und 548 mm breit war. Die zusammengesetzten gedruckten Blätter ergaben eine Gesamtgröße von 1,25 Meter Höhe und 2,21 Meter Breite.

## Nachdrucke
Ein Nachdruck der Lubinschen Karte erschien erstmals 1926 mit Erläuterungen von Alfred Haas. Es folgte ein weiterer Nachdruck 1980 mit einer Einführung von Manfred Vollack. Ferner sind seit 1989 Nachdrucke mit Erläuterungen in polnischer Sprache erschienen.